# Hyundai Santa Fe
Hyundai Santa Fe — SUV від південнокорейського виробника Hyundai Motor Company, який виготовляється з 2001 року.

## Перше покоління  (SM; 2001—2006)

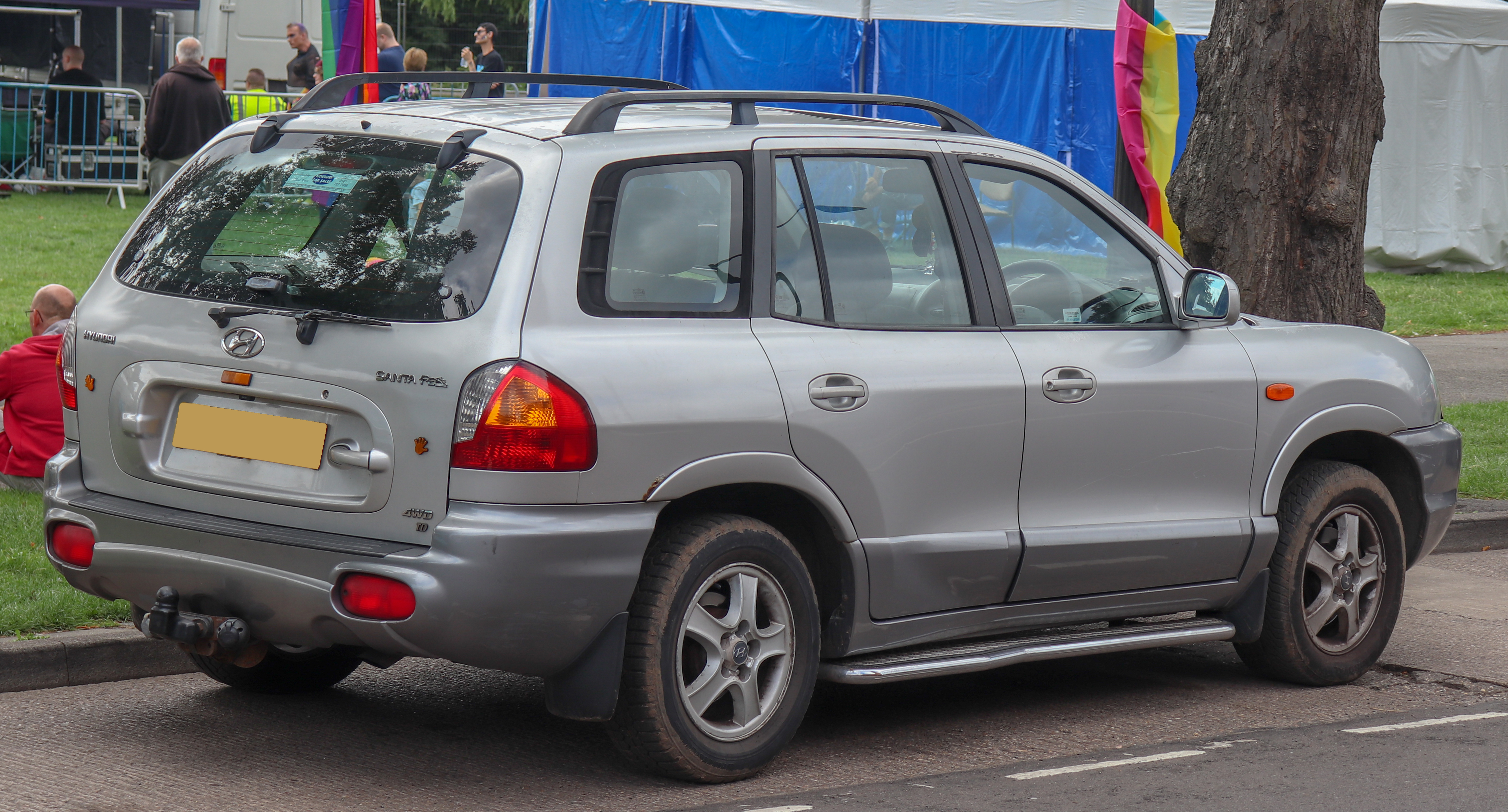
Hyundai Santa Fe I (2001—2004)

В березні 2001 року представлено перше покоління Hyundai Santa Fe. Автомобіль одразу став бестселером в США.
На автомобілі постійний повний привід з несиметричним міжосьовим диференціалом, який ділить крутний момент між передніми і задніми колесами в пропорції 60:40. Крім того, самоблокуючий диференціал — пробуксовку припиняє вбудована в нього вискомуфта. За додаткову плату на корейських версіях встановлювався задній міжколісний диференціал підвищеного тертя
У листопаді 2004 року модель оновили. Це дало Santa Fe нові системи повного приводу, новий дизельний двигун VGT, нові задні ліхтарі, бампери і переглянуті ґрати радіатора, а також зміни в інтер'єрі, в тому числі приладову панель.
З 2005 року модель виготовляється в Таганрозі (Росія).
З 2007 року модель отримала назву Santa Fe Classic.

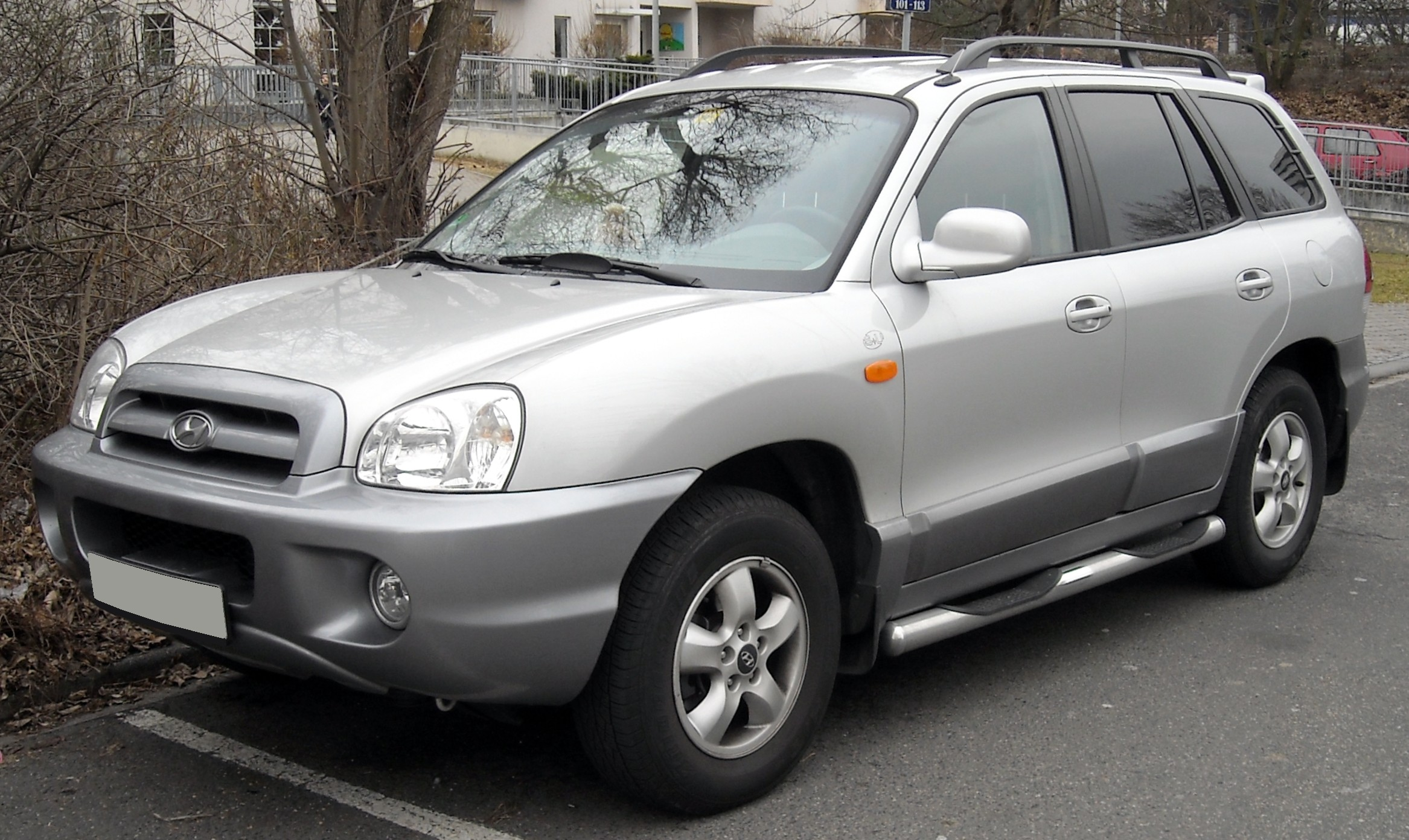
Hyundai Santa Fe I (2004-2006)
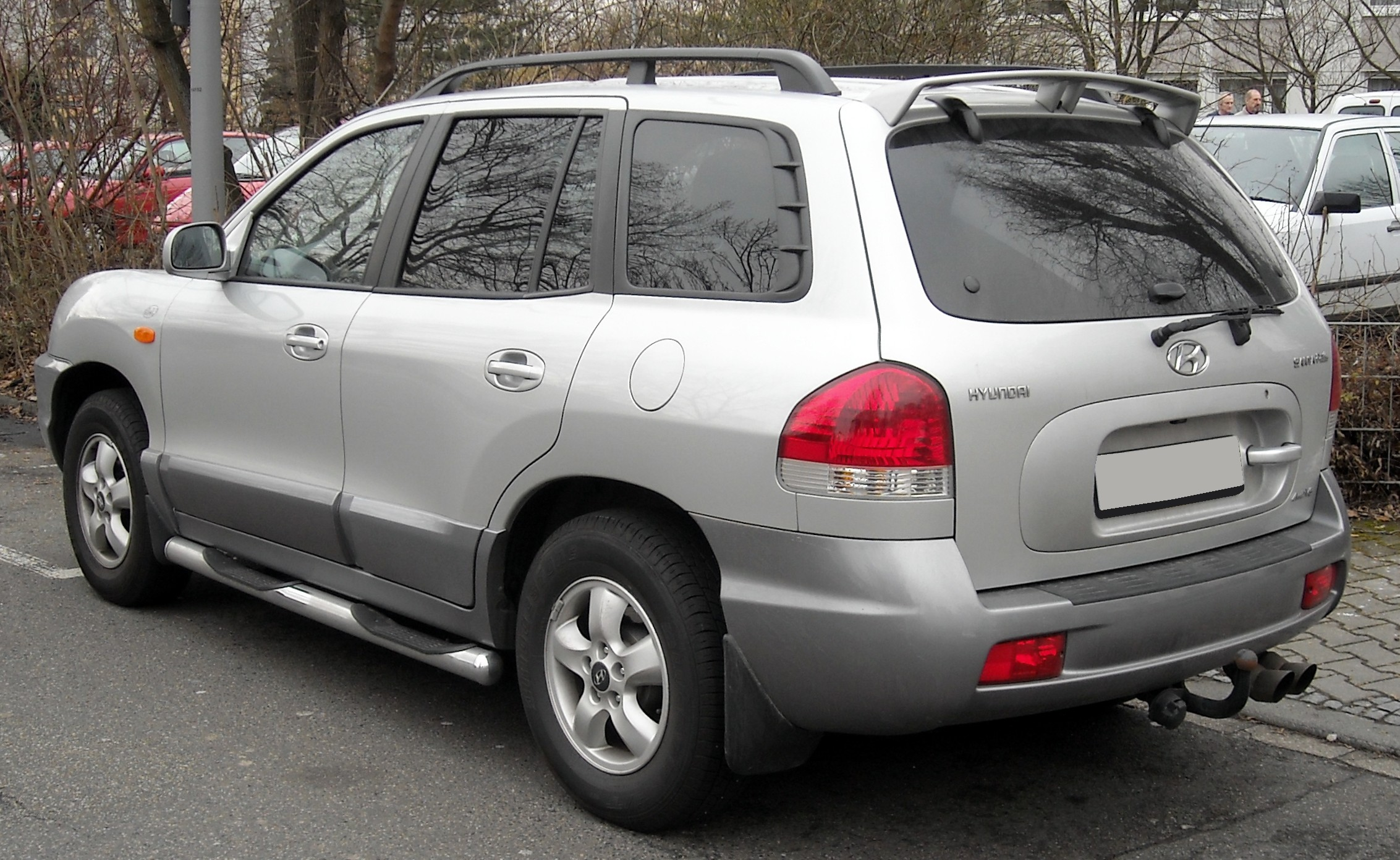
Hyundai Santa Fe I (2004-2006)

## Друге покоління (CM; 2006—2012)

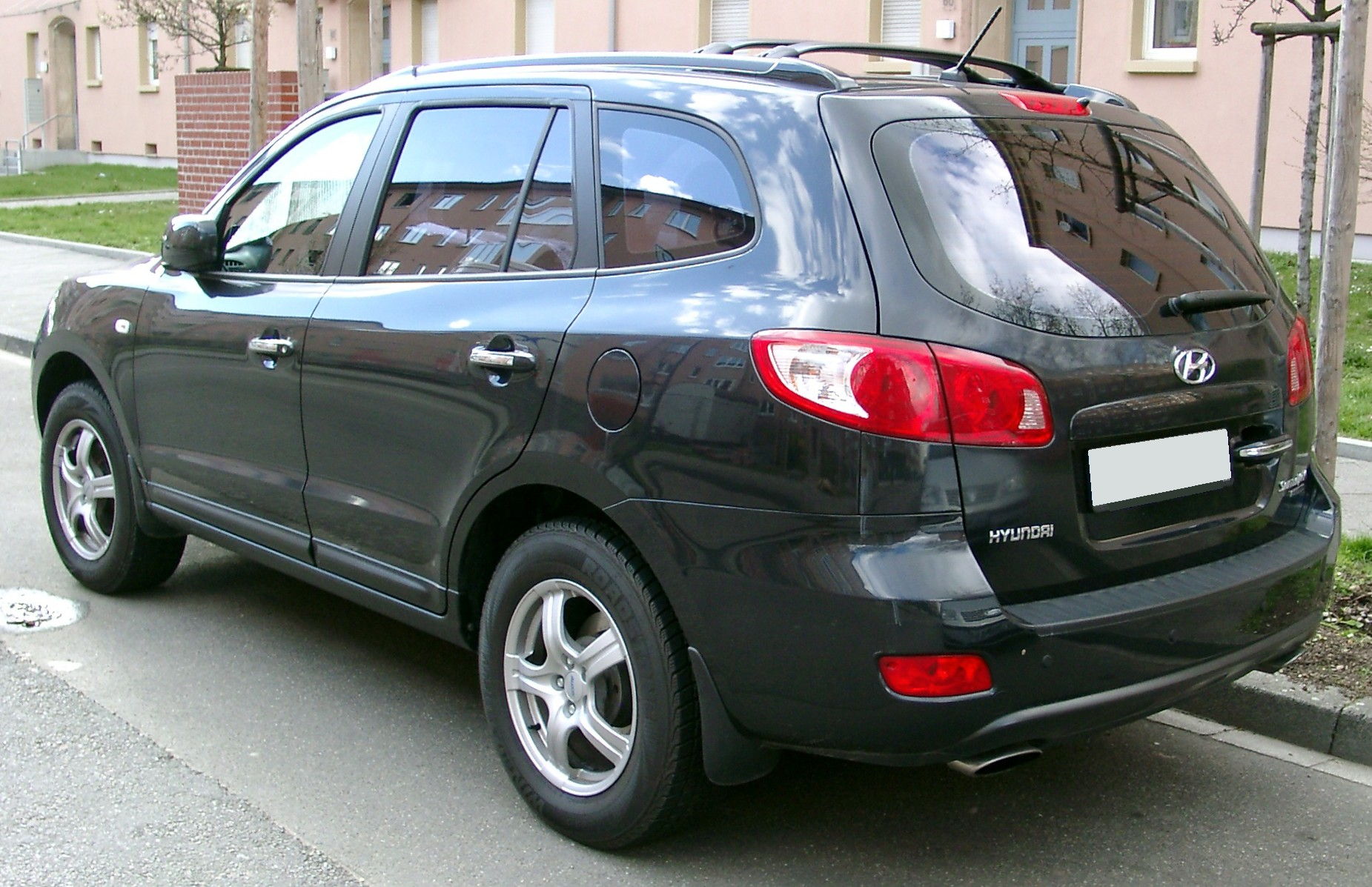
Hyundai Santa Fe II (2006—2010)

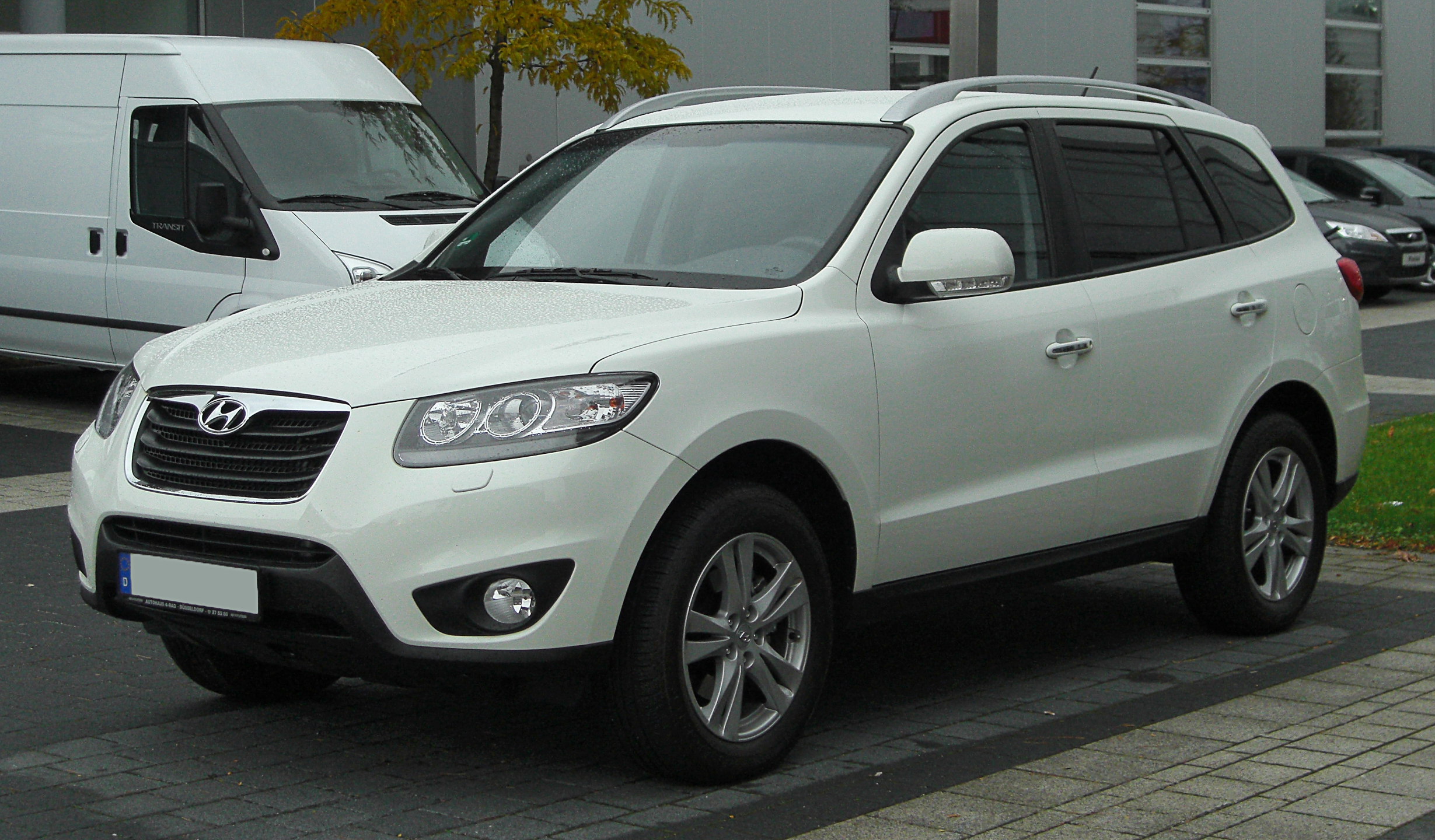
Hyundai Santa Fe II (2010—2012)

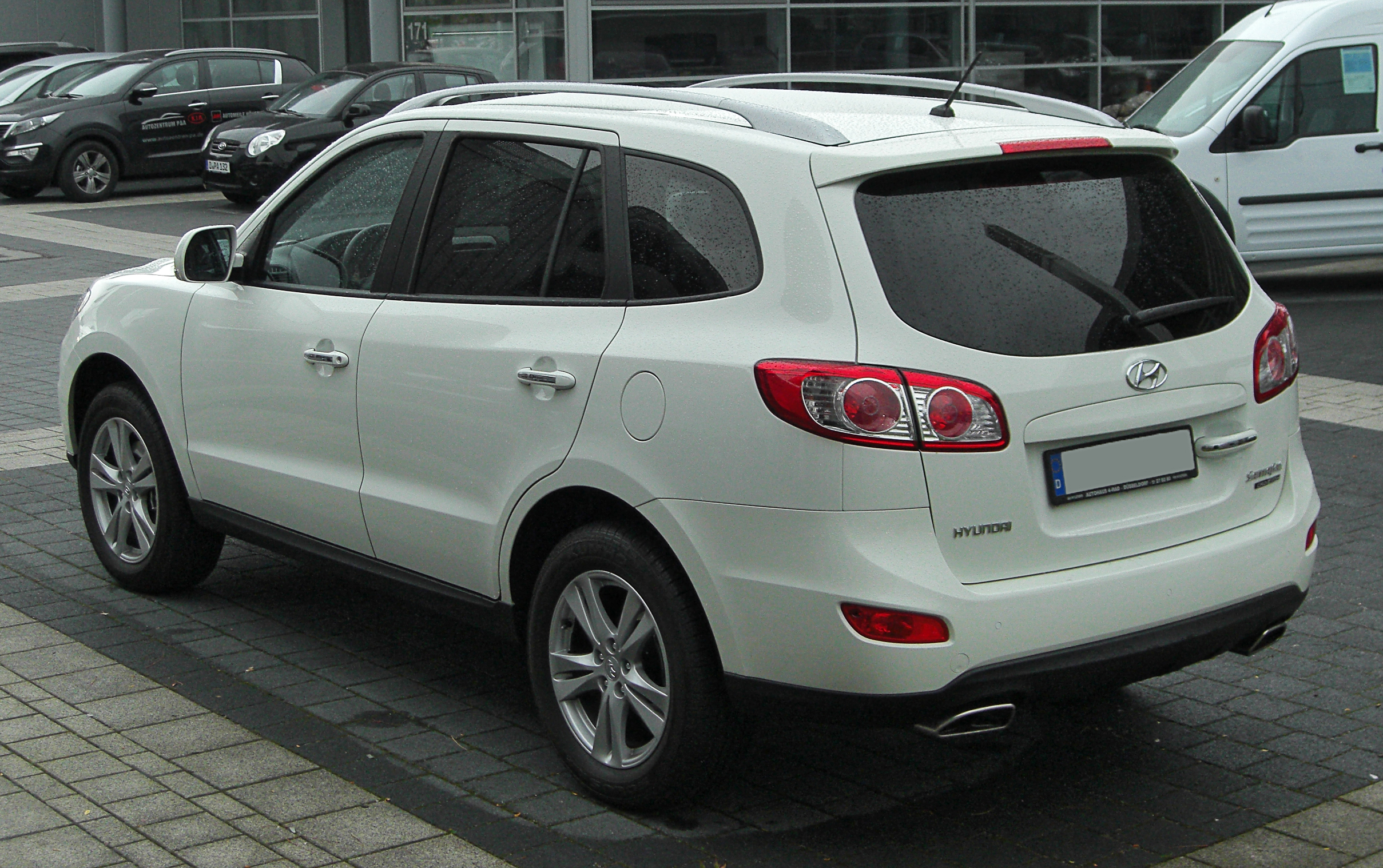
Hyundai Santa Fe II (2010—2012)

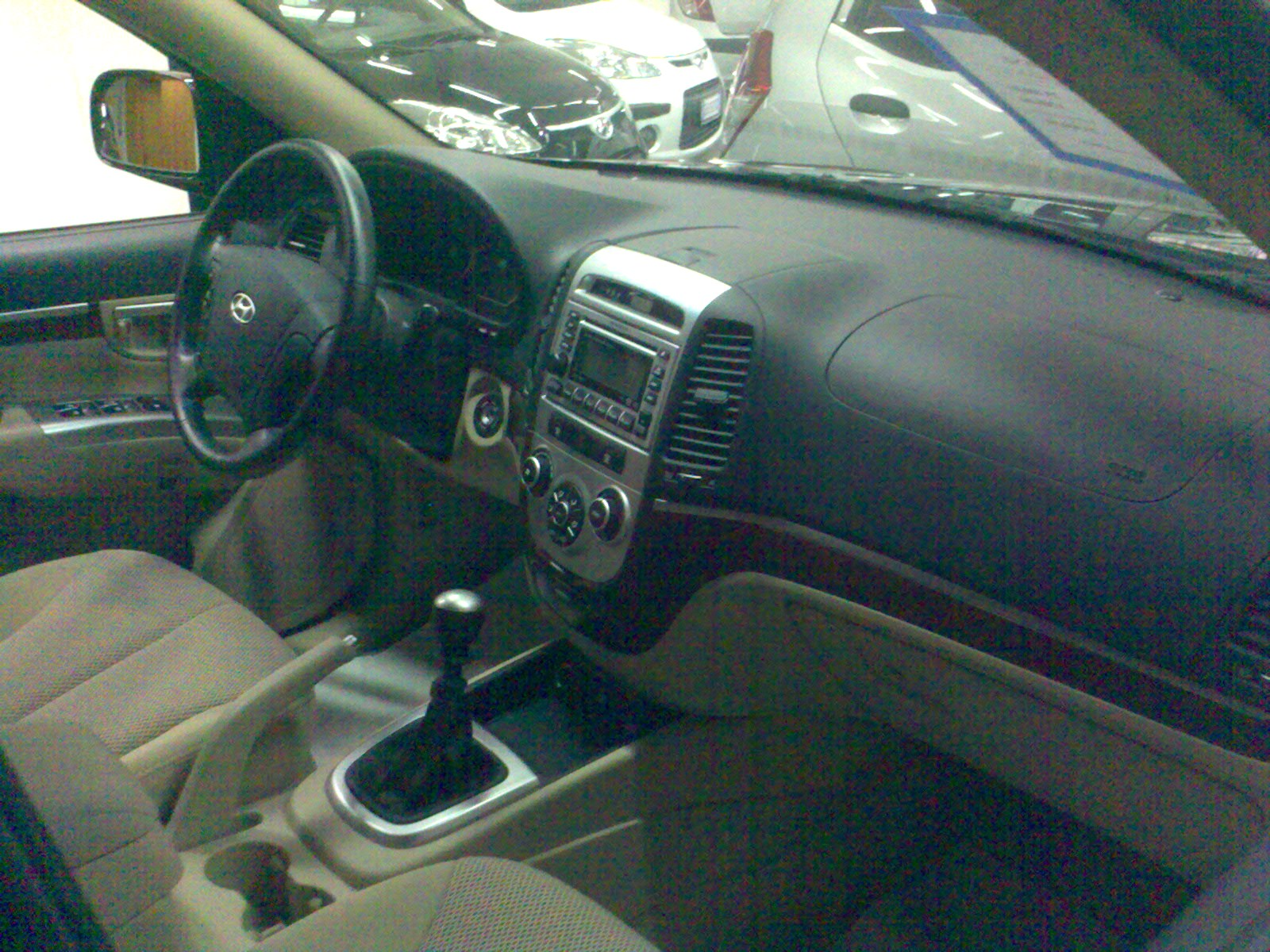

2006-го року компанія Hyundai презентувала нове покоління одного зі своїх найуспішніших автомобілів. Розробники Hyundai Santa Fe II витратили багато часу та зусиль. Вони спромоглися вивести машину на конкурентний рівень до Mitsubishi Outlander, Toyota RAV4, Subaru Forester та інших популярних авто цього класу. Санта (така його народна назва) не схожий на свого попередника: інженери Hyundai втілили усі найкращі риси ряду моделей Lexus RX300. За 3 роки Santa Fe ІІ став одним із найпопулярніших SUV середнього розміру в Америці та Європі.
Силовий агрегат Hyundai Santa Fe розміщений спереду поперечно. При русі по рівній сухій дорозі з постійною швидкістю весь крутний момент передається на передні колеса. При прослизанні одного з них частина тяги (до 50 %) починає передаватися і на задній міст. За цей процес відповідає багатодискова фрикційна муфта, керована електронікою.
Водій має можливість самостійно змінити розподіл тяги в трансмісії: на центральній панелі зліва від рульової колонки розміщена кнопка блокування муфти — 4WD Lock.
Ще одним способом підвищення властивостей автомобіля на бездоріжжі є можливість відключення системи динамічного контролю курсової стійкості: клавіша ESP off розміщена поруч з кнопкою 4WD Lock.
Між колесами обох осей крутний момент розподіляють прості симетричні (конічні) диференціали. Присутня система імітації блокування диференціалів шляхом роботи гальмівних механізмів. При прослизанні одного з коліс осі і досягненні певної різниці між кутовими швидкостями зовнішнє колесо пригальмовує.
До комплектації автомобіля було додано нові елементи безпеки та опції:

 — 2 шторки безпеки(по 3 вікна кожна), 2 бокові подушки безпеки, 2 фронтальні подушки безпеки;

 — 2-зонний клімат-контроль;

 — Нова аудіосистема(6 динаміків, підсилювач, 6-cd чейнджер, Сабвуфер);

 — Датчик світла;

 — Датчик дощу;

 — Якісна чорна, сіра або бежева шкіра.
В 2010 році відбувся рестайлінг моделі. Додана кнопка підігріву керма. Додана система HYUNDAI BLUE LINK (в ряді комплектацій). Змінена решітка радіатора, змінився вигляд протитуманних фар і задніх ліхтарів. З 2010 року перестали ставити на рейлінги штатні поперечки. У порівнянні з «дорейсталінговою» версією, тобто до січня 2011 року, довжина збільшилася на кілька сантиметрів, з заднього бампера прибрали накладку. Спереду і ззаду під бампером з'явилися «накладки» сріблястого кольору. Також перестали ставити двигуни 2,7 V6, почали ставити 2,4 Theta II, а також нові магнітоли.
У 2012 році на кришці багажника з'явилася хромована накладка.

## Третє покоління (DM/NC; 2012—2018)

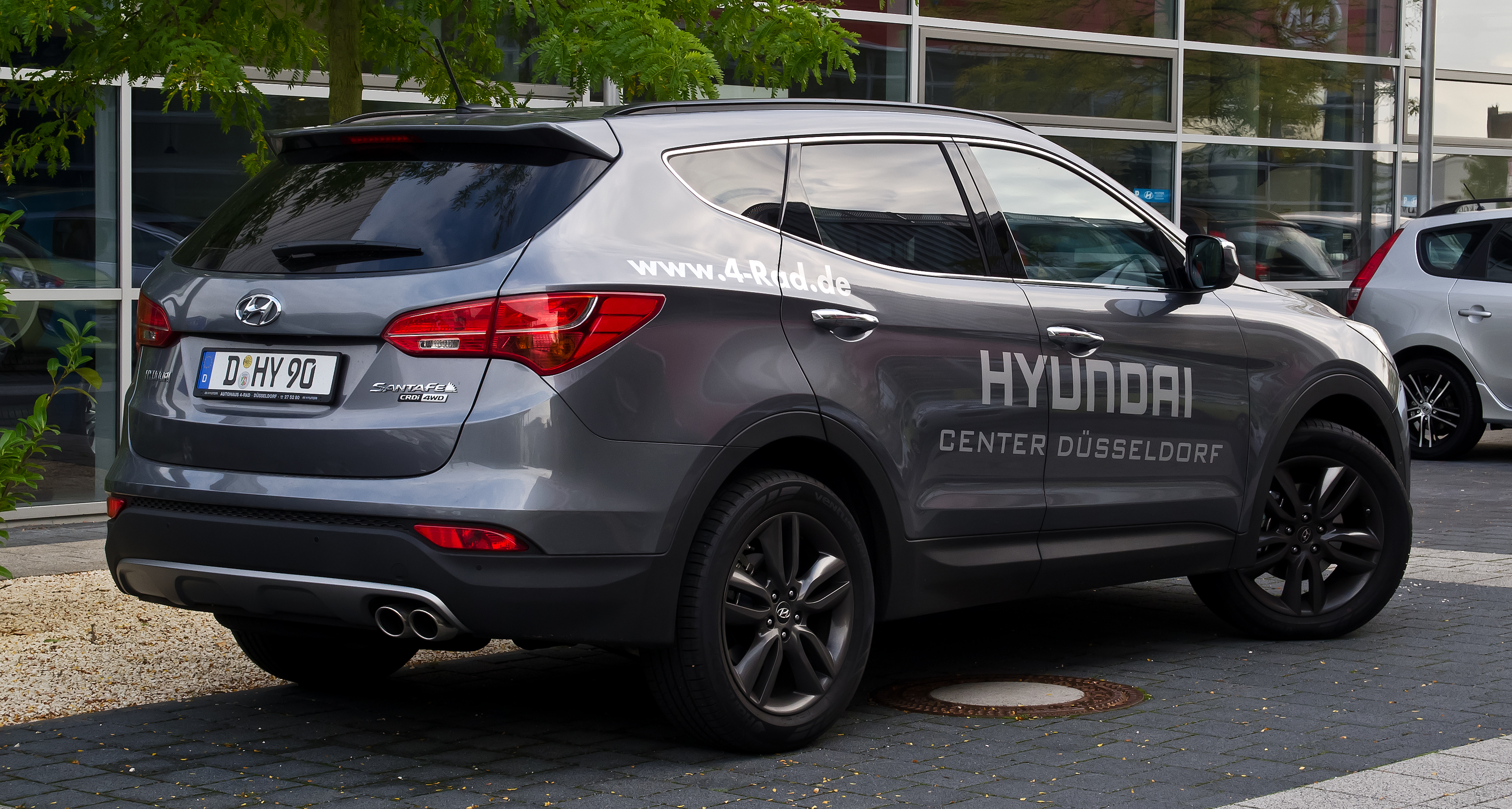
Hyundai Santa Fe (DM) (2012—2016)

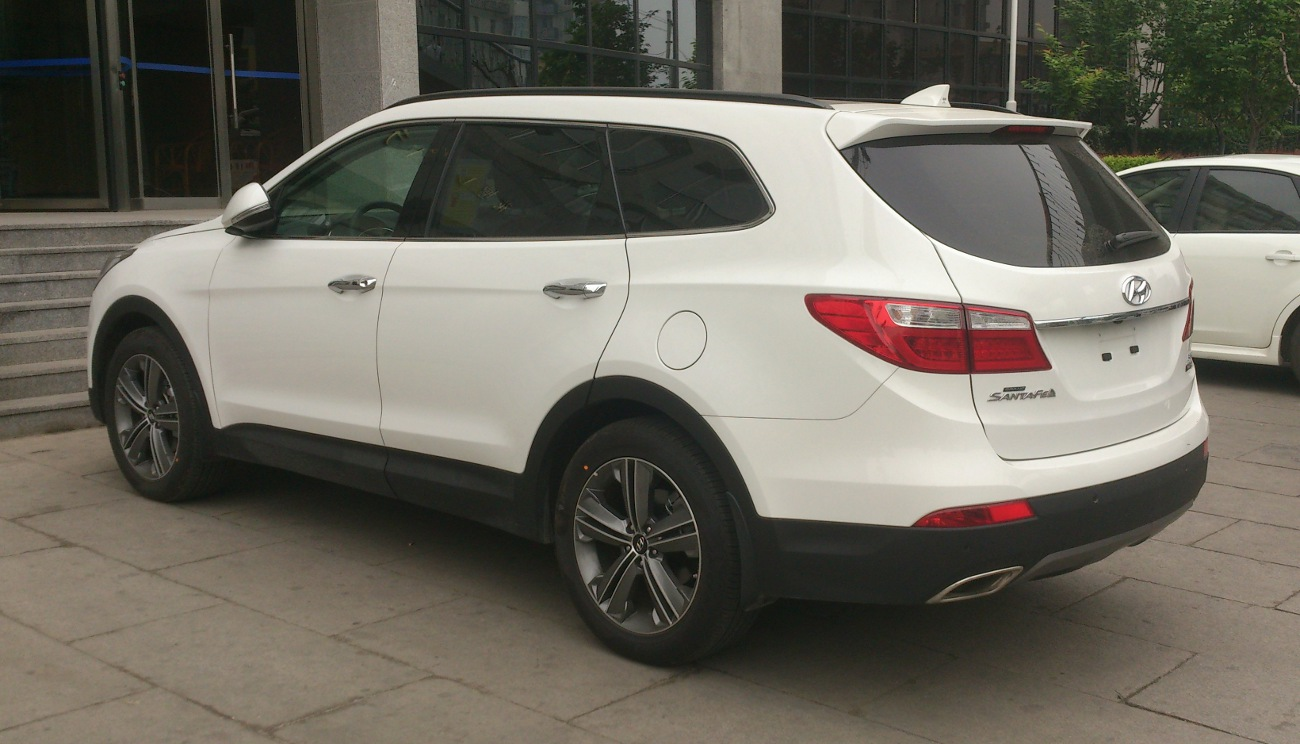
Hyundai Grand Santa Fe (NC) (2012—2016)

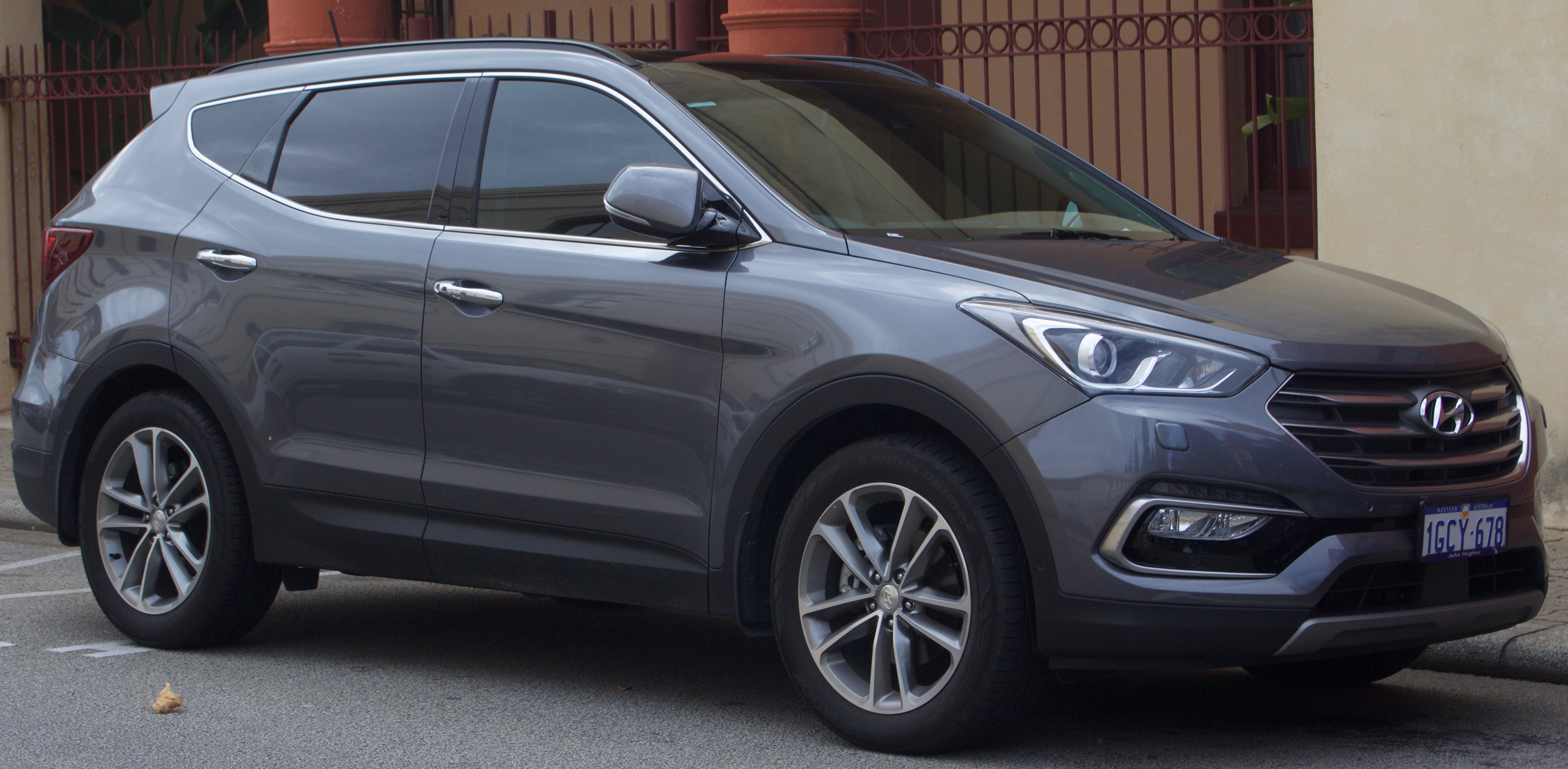
Hyundai Santa Fe (DM) (з 2016)

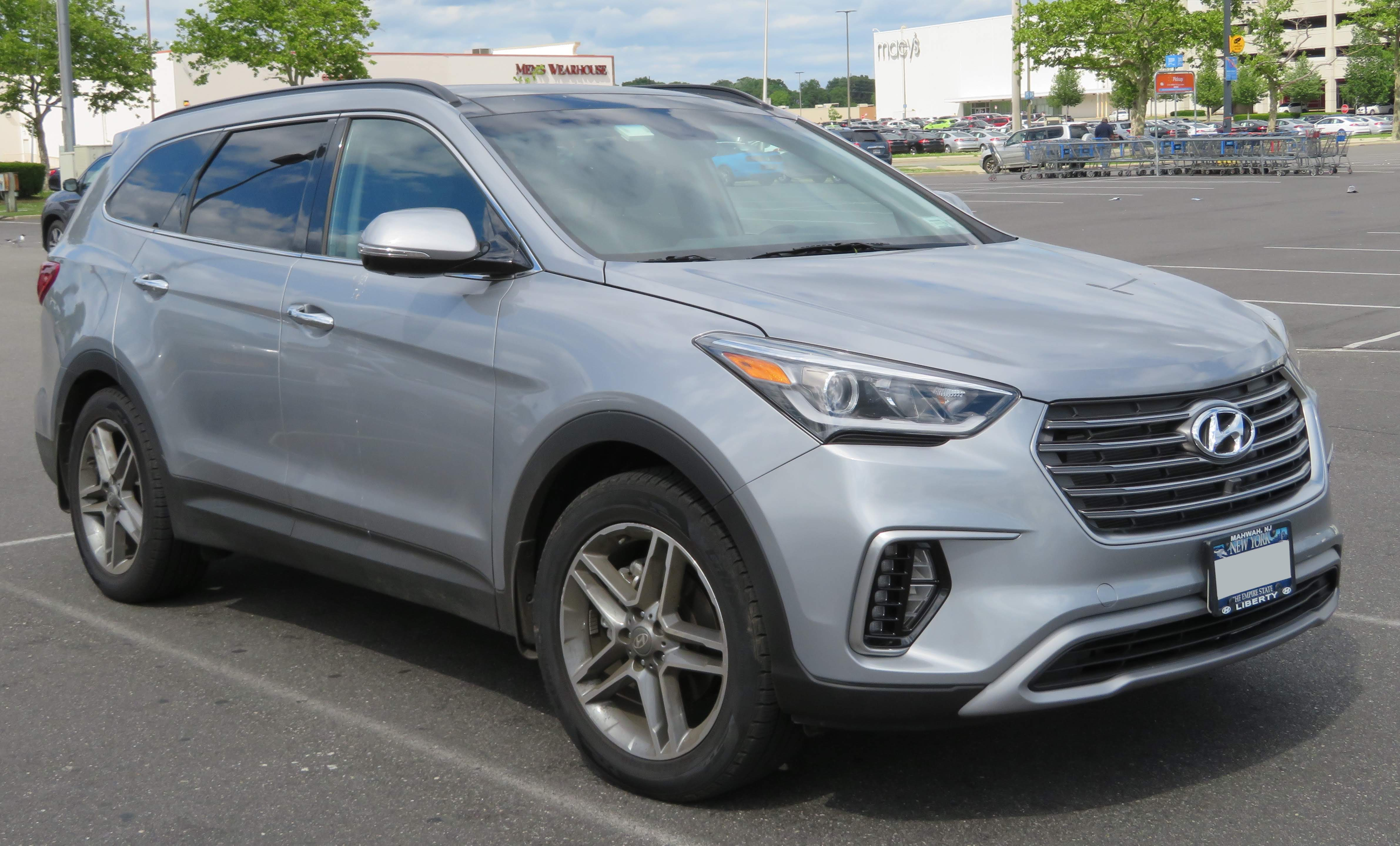
Hyundai Grand Santa Fe (NC) (з 2016)

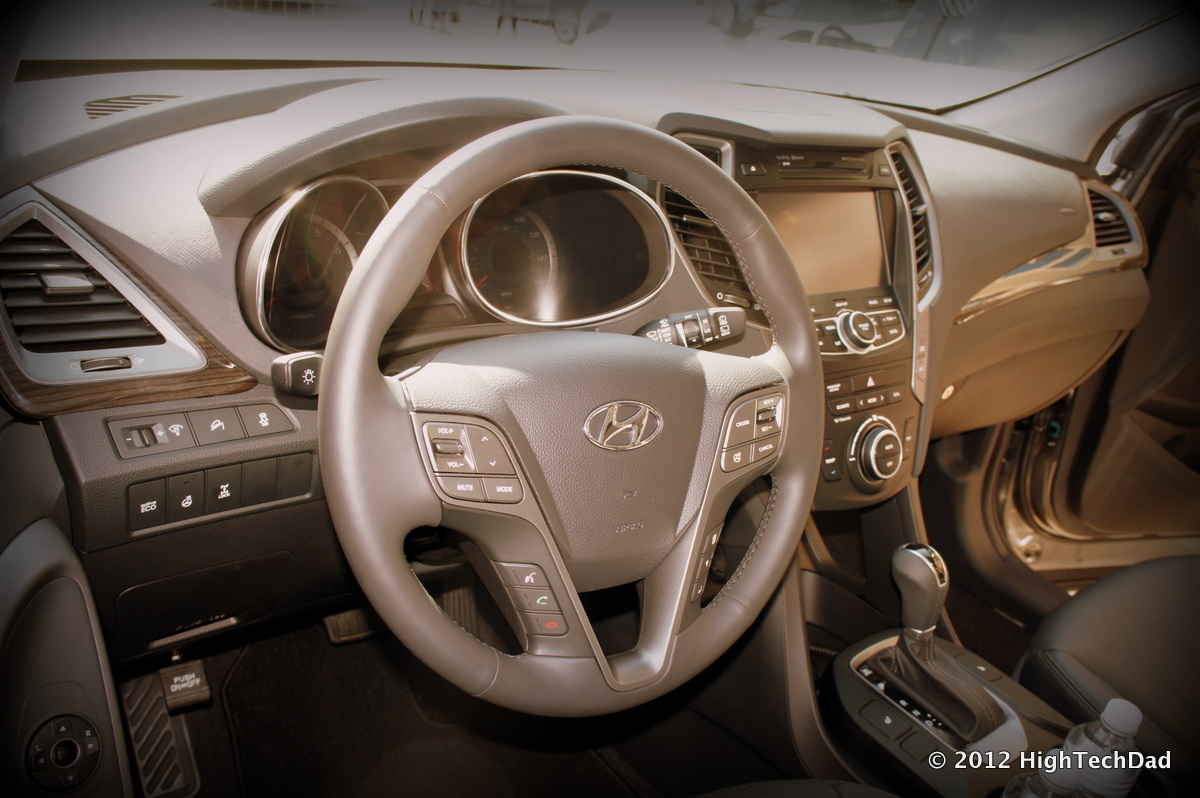
Hyundai Grand Santa Fe

На Нью-Йоркському автосалоні 2012 року представлене третє покоління Hyundai Santa Fe. Крім звичайної 5 місної версії (заводський індекс DM), вперше, представлена також подовжена 7 місна версія LWB (заводський індекс NC, на деяких ринках назвивається Hyundai Maxcruz або Hyundai Grand Santa Fe), яка замінила Hyundai Veracruz/ix55.
Система повного приводу залишилась від попередника.
Santa Fe має привабливий, проте не розкішний інтер'єр. Він добре оздоблений та має продумані деталі. Панелі дверей та приладова панель гранульовані та оздоблені декоративною строчкою, яка розбавляє штучну шкіру. Акценти з текстурою під дерево і добре підбиті підлокітники додають певної пікантності салону. Шкіряні сидіння добре виконані. Великі вікна забезпечують достатньо хорошуфронтальну та бокову видимість, але широкі стійки даху можуть ускладнювати її в кутах. Задня видимість не дуже хороша через широку лінію скління, що дає усадку заднім бічним вікнам. Підголівники сидінь третього ряду блокують маленьке заднє вікно. Величезні бічні дзеркала заднього виду, так само як і стандартна камери заднього виду, здатні допомогти. Починаючи з 2014 року, система моніторингу сліпих зон входить в базову комплектацію. У 2017 році автомобіль буде оснащений системою відкривання дверей «вільні руки».
В 2016 році модель модернізували, змінивши зовнішній вигляд (бампери, решітку радіатора, фари та ін.) та оснащення.

### Двигуни
Двигуни (Європа):
- Бензиновий:
  - 2.4 л (192 к.с.)
  - 3.3 л V6 (249 к.с.) (для російського ринку, до 2016)
  - 3.0 л V6 (249 к.с.) (для російського ринку, з 2016)
- Дизельні:
  - 2.0 л (150 к.с.)
  - 2.0 л (183 к.с.)
  - 2.2 л (197 к.с.) (до 2016)
  - 2.2 л (200 к.с.) (з 2016)

Двигуни (США):
- Бензинові:
  - 2.4 л Theta II MPI (174 к.с.)
  - 2.4 л Theta II GDi (190 к.с.)
  - 2.0 л Theta II Turbo (264 к.с.)
  - 3.3 л Lambda II MPI V6 (267 к.с.)
  - 3.3 л Lambda II GDi V6 (290 к.с.)

## Четверте покоління (TM; 2018—2023)

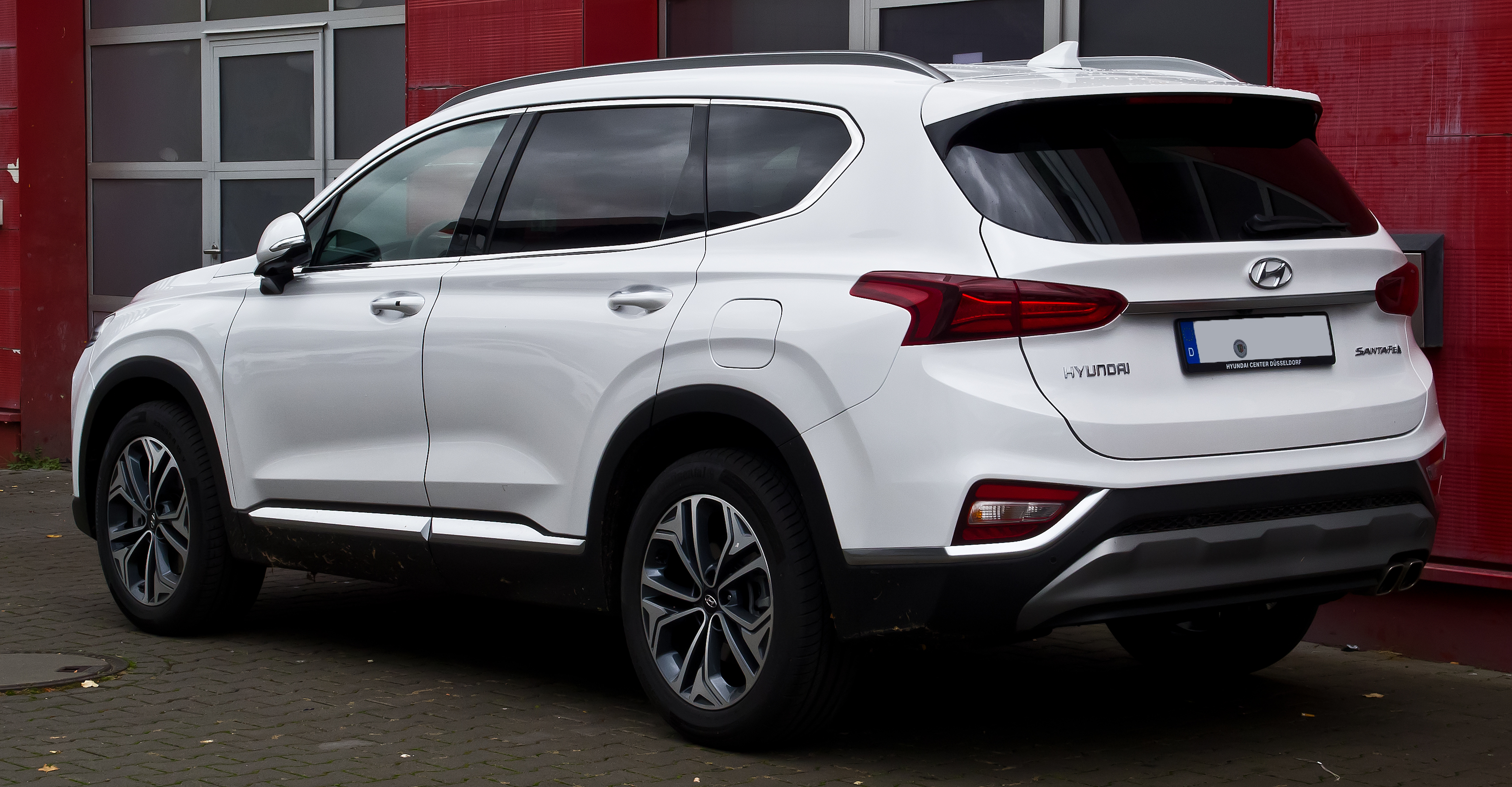
Hyundai Santa Fe ™

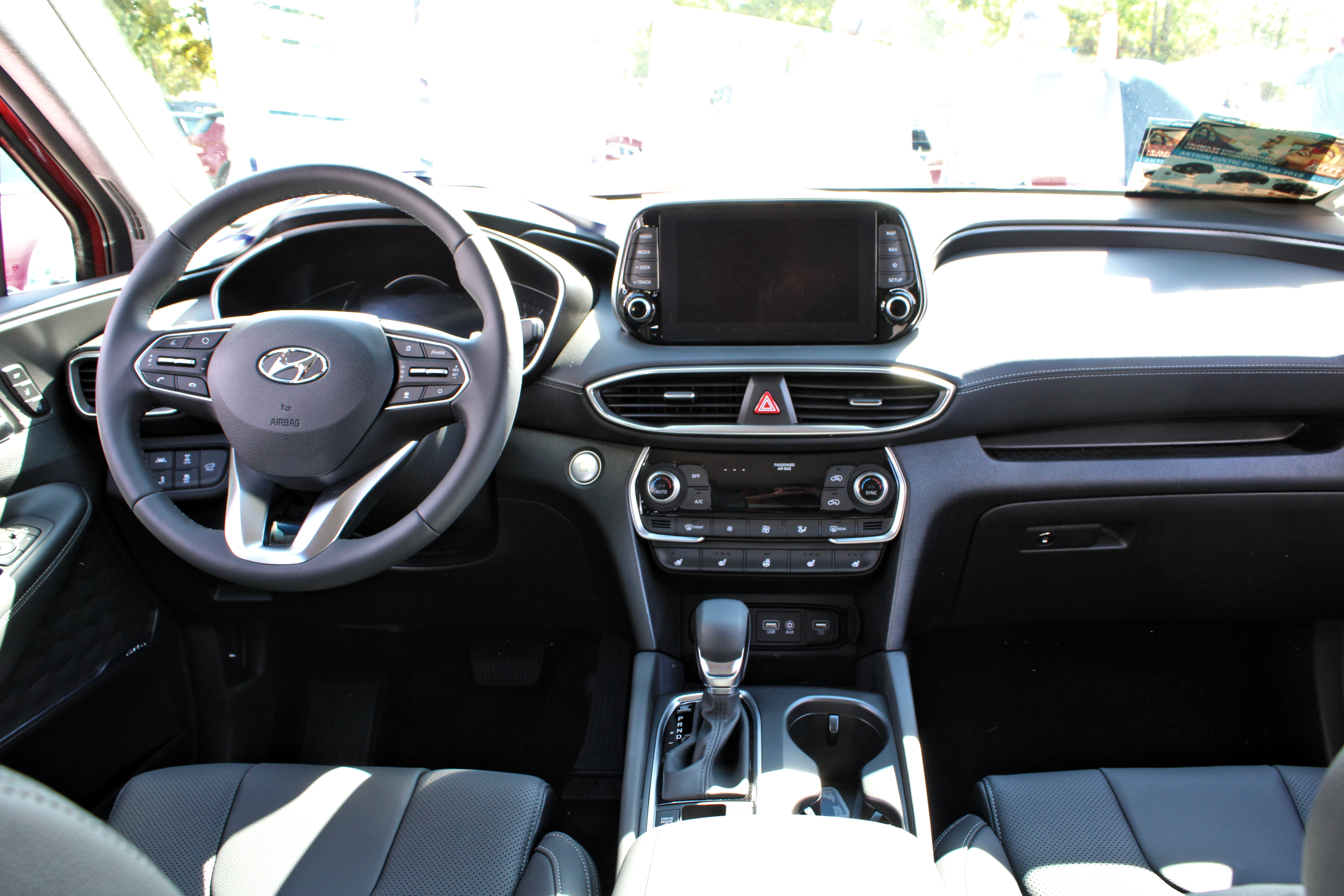
Hyundai Santa Fe ™

6 лютого 2018 року виробник оприлюднив два перших знімка Hyundai Santa Fe четвертого покоління (заводський індекс TM). Наприкінці березня 2018 року автомобіль дебютує на автосалоні в Нью-Йорку. Зовні автомобіль подібний на компактний Hyundai Kona.
Довжина додала 70 мм (до 4770 мм), а колісна база — 65 мм (разом 2765 мм). Ширина змінилася всього на 10 мм, до 1890 мм, а висота і зовсім не змінилася (1680 мм). Високоміцних сортів сталі гарячого штампування в кузові стало більше в 2,5 рази, а жорсткість конструкції на кручення збільшилася на 15,4 %.
В основі моделі — серйозно модернізована платформа колишнього Santa Fe. Підвіски — стійки McPherson спереду і багаторичажка ззаду. Електропідсилювач керма заради кращої керованості тепер розташований безпосередньо на рейці. Також задні амортизатори відтепер виставлені вертикально, а не під кутом. За замовчуванням Santa Fe передньоприводний, а за доплату доступна оновлена повноприводна трансмісія HTRAC, в якій задню вісь підключає повністю електрична муфта, а не електрогідравлічна, як раніше.
На домашньому ринку Santa Fe оснащується трьома двигунами: бензиновий 2.0 T-GDi, що видає 235 к.с., 353 Нм та два дизельні R2.0 e-VGT (186 к.с., 402 Нм) і R2.2 e-VGT (202 к.с., 441 Нм). Для всіх моторів призначений 8-ст. «автомат» власної розробки. А покупці в Північній Америці отримають знайомий бензинові 2.4 GDi (185 к.с.) і 2.0 T-GDi (235 к.с.), а також вперше з турбодизель.
Кросовер отримає систему розпізнавання голосу на сервері на базі платформи штучного інтелекту Kakao I, як на седані Genesis G70 і оновленої моделі Kia Optima. Вона дозволяє, наприклад, прокласти маршрут однією фразою «знайди шлях до штаб-квартири фірми такої-то».

### Оновлення 2020 року

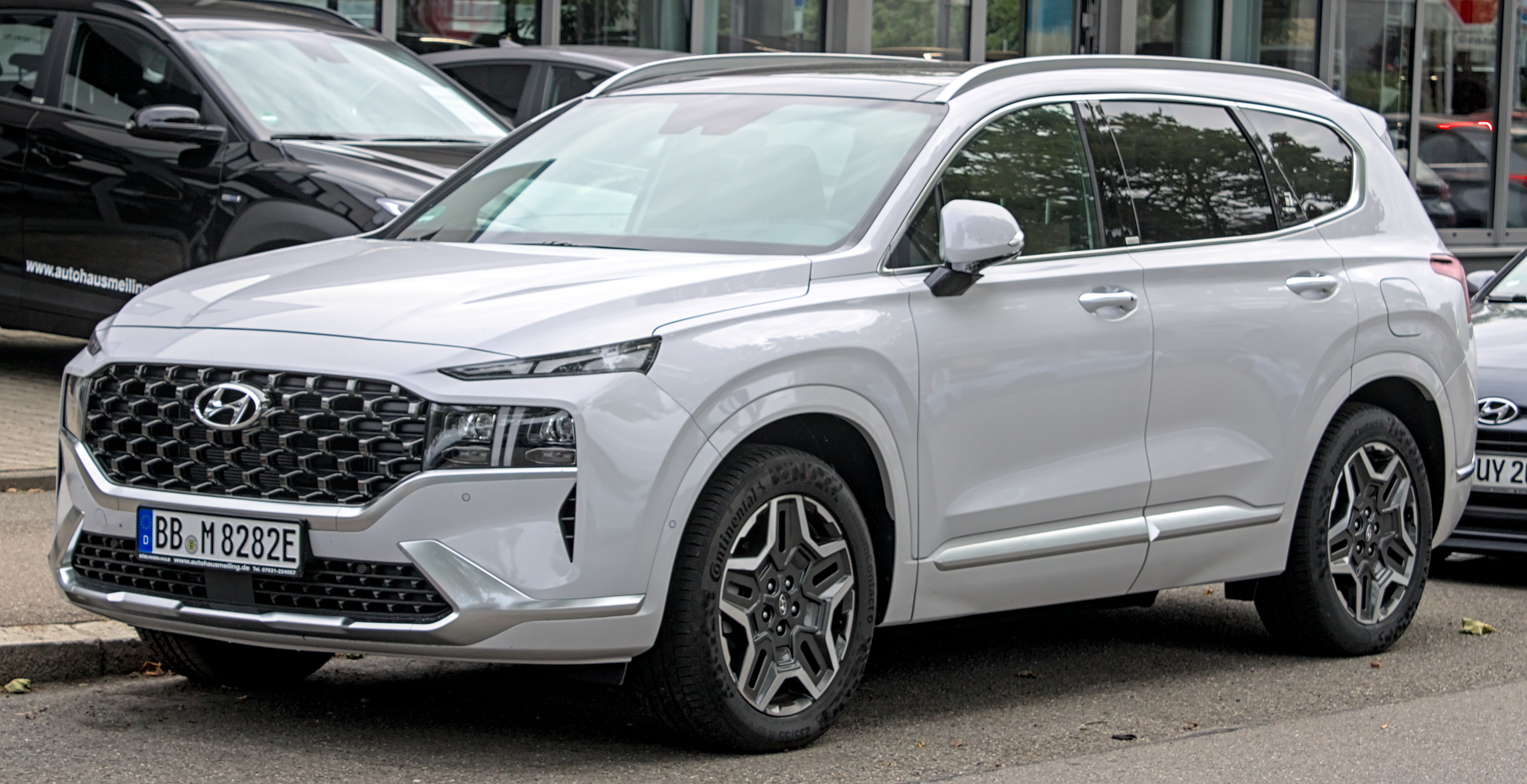
оновлений

У червні 2020 року було презентовано суттєве оновлення четвертої генерації. Кросовер суттєво змінив екстер'єр та інтер'єр, а також до моторної гами увійшов гібридний двигун, що складається з 1,6-літрового бензинового турбомотора і 44-кіловатного електродвигуна. Розвивають вони разом 232 к.с. і 350 Нм — такий Santa Fe може мати привід як на передні, так й на всі колеса.
Для Європи також представили й вдосконалений 2,2-літровий дизельний мотор, якому допрацювали блок циліндрів, розподільний вал і систему вприскування палива. Характеристики мотора при цьому залишилися практично незмінними — 202 к.с. і 441 Нм, але двигун став легшим та економічнішим.
Hyundai Santa Fe 2021 отримав оновлений інтер'єр. Виробник замінив важіль перемикання передач кнопками, збільшив діагональ сенсорного екрану мультимедіа з 8 до 10,25 дюймів.
Hyundai Santa Fe пропонує багажник об'ємом 1020 л. Складання задніх сидінь збільшує вантажний простір вдвічі, до 2040 л.

### Двигуни
- 1.6 л Smartstream G1.6 T-GDi I4 (hybrid)
- 2.0 л Theta II T-GDi I4
- 2.0 л Theta II Turbo I4 235 к.с., 353 Нм
- 2.4 л Theta II MPi I4
- 2.4 л Theta II GDi I4 185 к.с., 241 Нм
- 2.5 л Smartstream G2.5 MPi I4
- 2.5 л Smartstream G2.5 GDi I4
- 2.5 л Smartstream G2.5 T-GDi I4
- 3.5 л Lambda II MPi V6
- 3.5 л Smartstream G3.5 MPi V6
- 2.0 л CRDI e-VGT R-Line I4 diesel 150 к.с., 397 Нм
- 2.0 л CRDI e-VGT R-Line I4 diesel 186 к.с., 397 Нм
- 2.2 л CRDI e-VGT R-Line I4 diesel 206 к.с., 436 Нм

## П'яте покоління (MX5; з 2023)

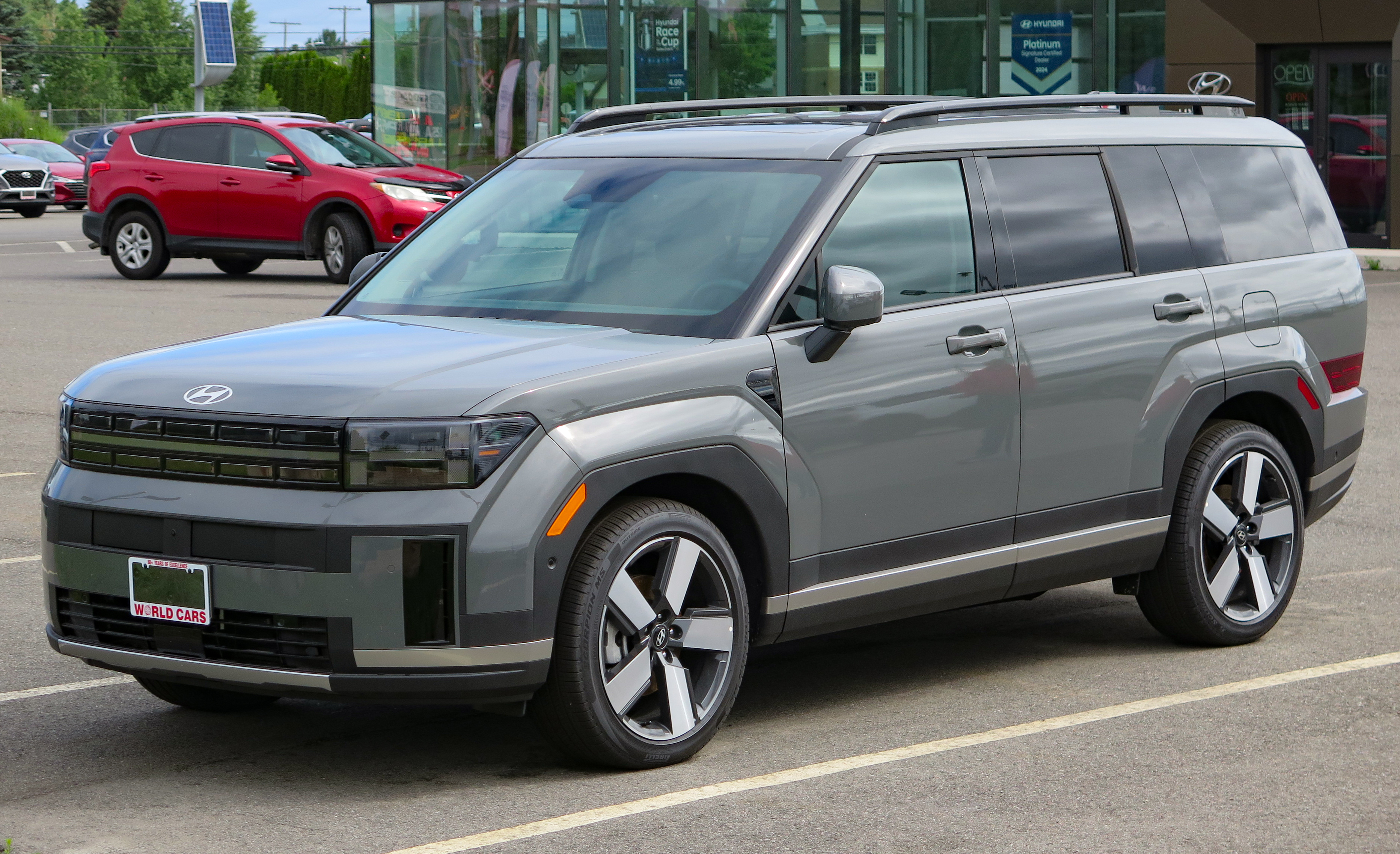
Hyundai Santa Fe (MX5)

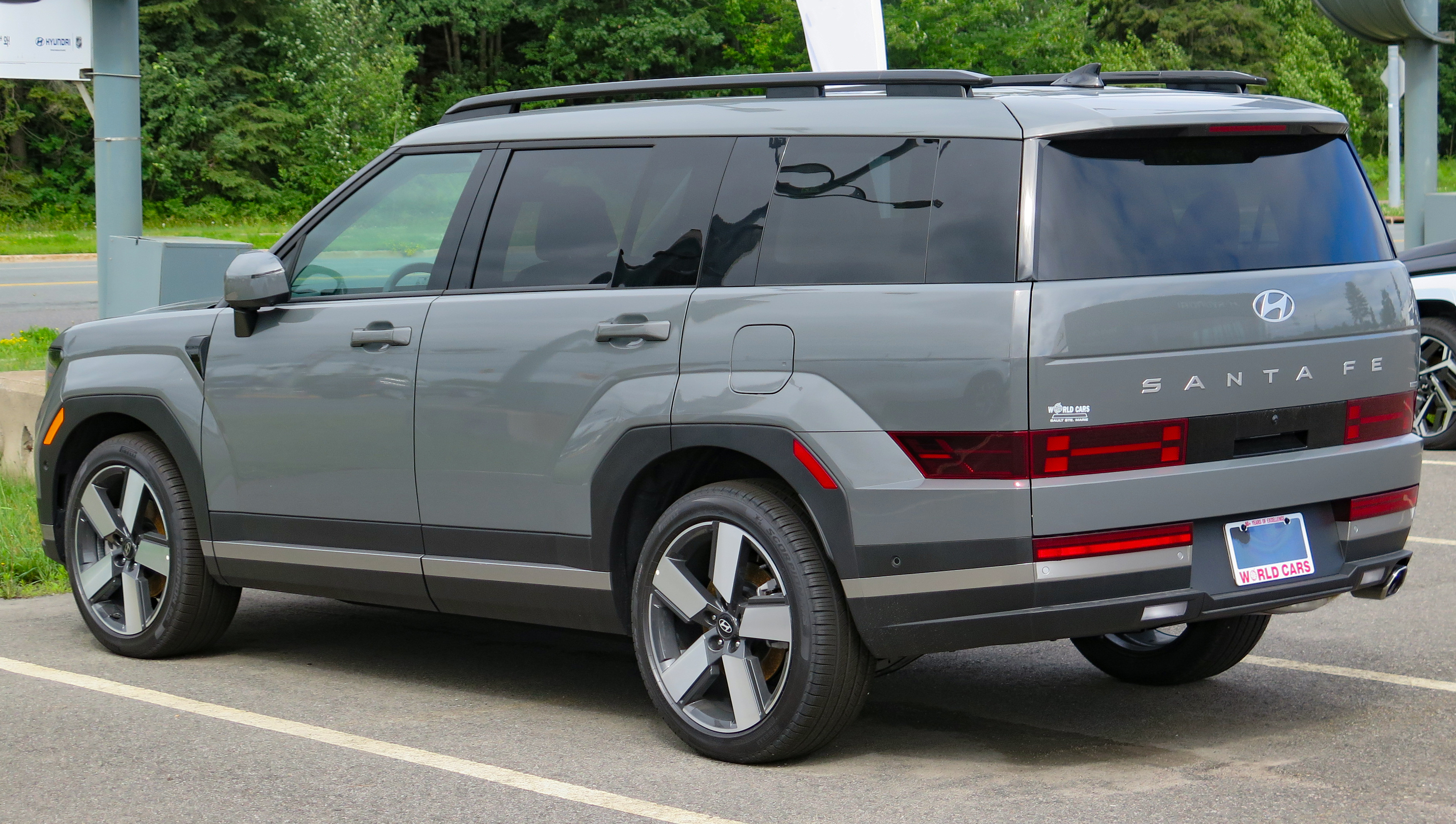

П’яте покоління Santa Fe було анонсовано Hyundai 17 липня 2023 року, а повна презентація запланована на 10 серпня 2023 року.

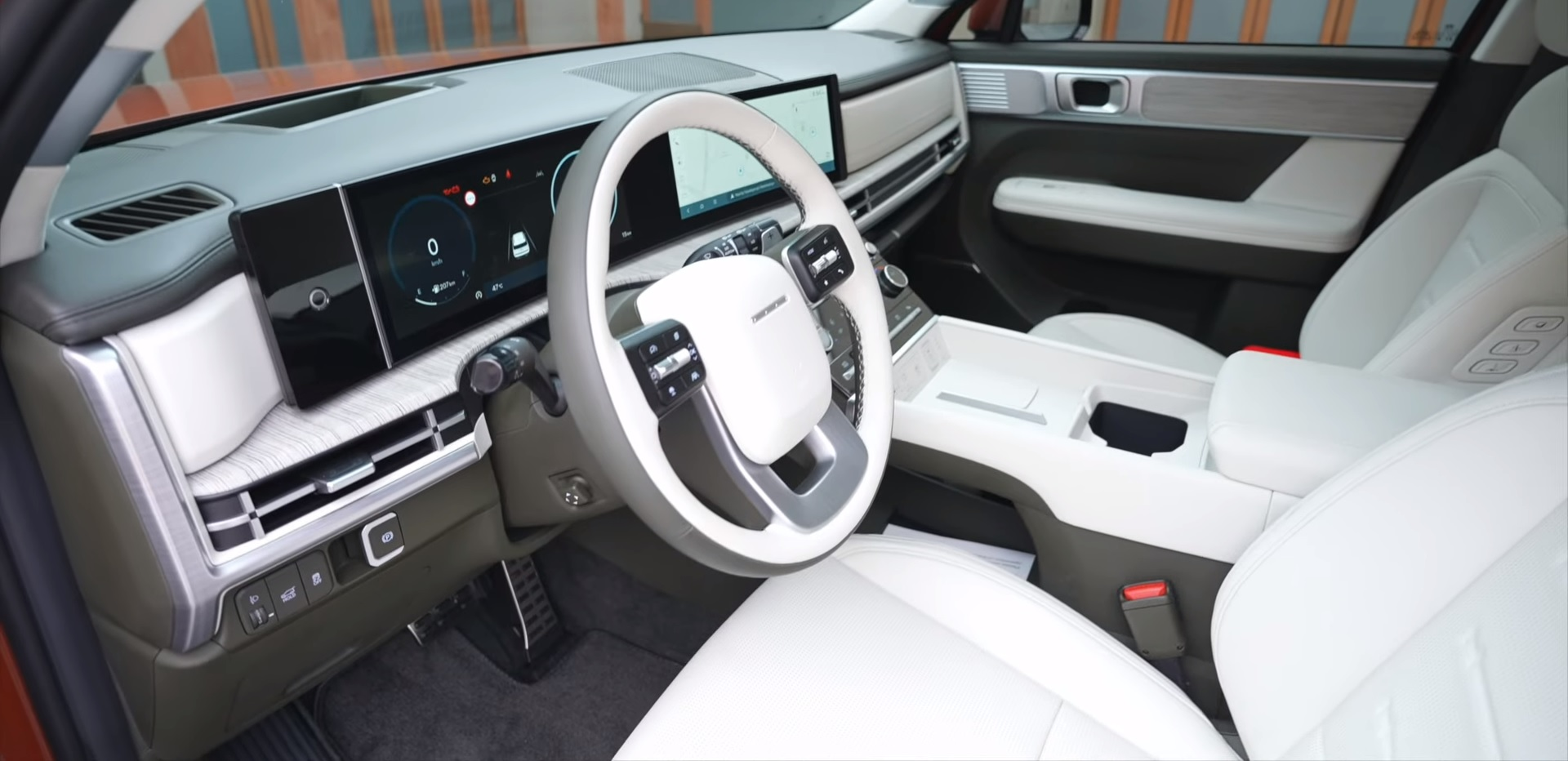

Відступаючи від минулих поколінь, п’яте покоління Santa Fe має квадратний дизайн. І фари, і задні ліхтарі мають Н-подібний дизайн із світловою смугою, що охоплює ширину передньої частини в центрі решітки. Задні ліхтарі тепер розташовані в нижній частині підйомних дверей прямо над заднім бампером. Позашляховик також має кутасті колісні арки на крилах.

### Двигуни
Бензинові:
- 2.0 L Smartstream G2.0 T-GDi I4
- 2.5 L Smartstream G2.5 GDi I4
- 2.5 L Smartstream G2.5 T-GDi I4 281 к.с.

hybrid:
- 1.6 L Smartstream G1.6 T-GDi I4

plug-in hybrid:
- 1.6 L Smartstream G1.6 T-GDi I4

## Продажі
| Рік  | США     |
| ---- | ------- |
| 2000 | 10,332  |
| 2001 | 56,017  |
| 2002 | 78,279  |
| 2003 | 101,278 |
| 2004 | 111,447 |
| 2005 | 68,006  |
| 2006 | 63,931  |
| 2007 | 92,421  |
| 2008 | 70,994  |
| 2009 | 80,343  |
| 2010 | 76,680  |
| 2011 | 74,391  |
| 2012 | 71,016  |
| 2013 | 88,844  |
| 2014 | 107,906 |
| 2015 | 118,134 |
| 2016 | 131,257 |
| 2017 | 133,171 |